# Estação Lapa (Linha 7)
A Estação Lapa é uma estação ferroviária pertencente à Linha 7–Rubi da CPTM, localizada no distrito da Lapa, Zona Oeste de São Paulo.

## História

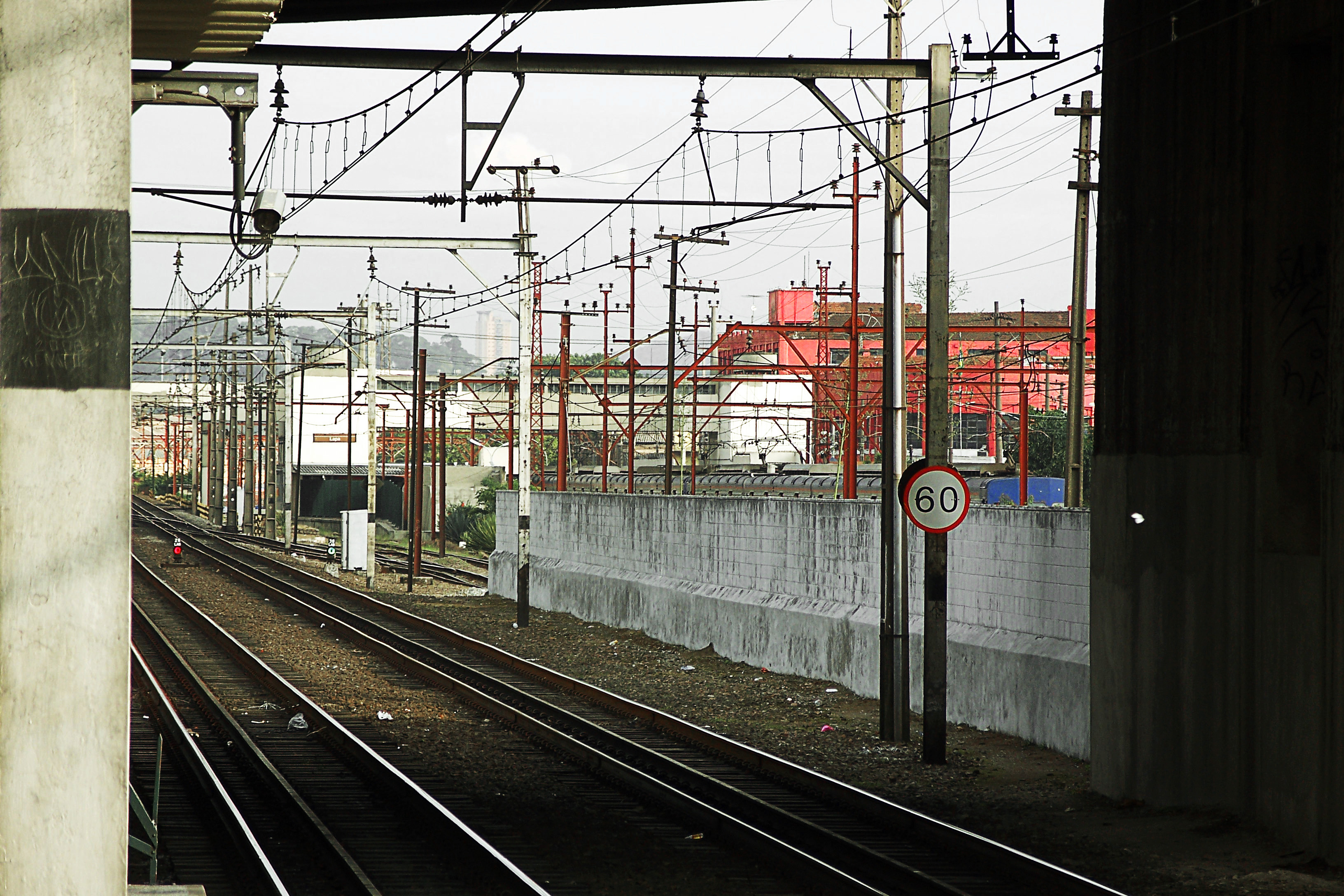
Estação vista da homônima da Linha 8, a quinhentos metros de distância

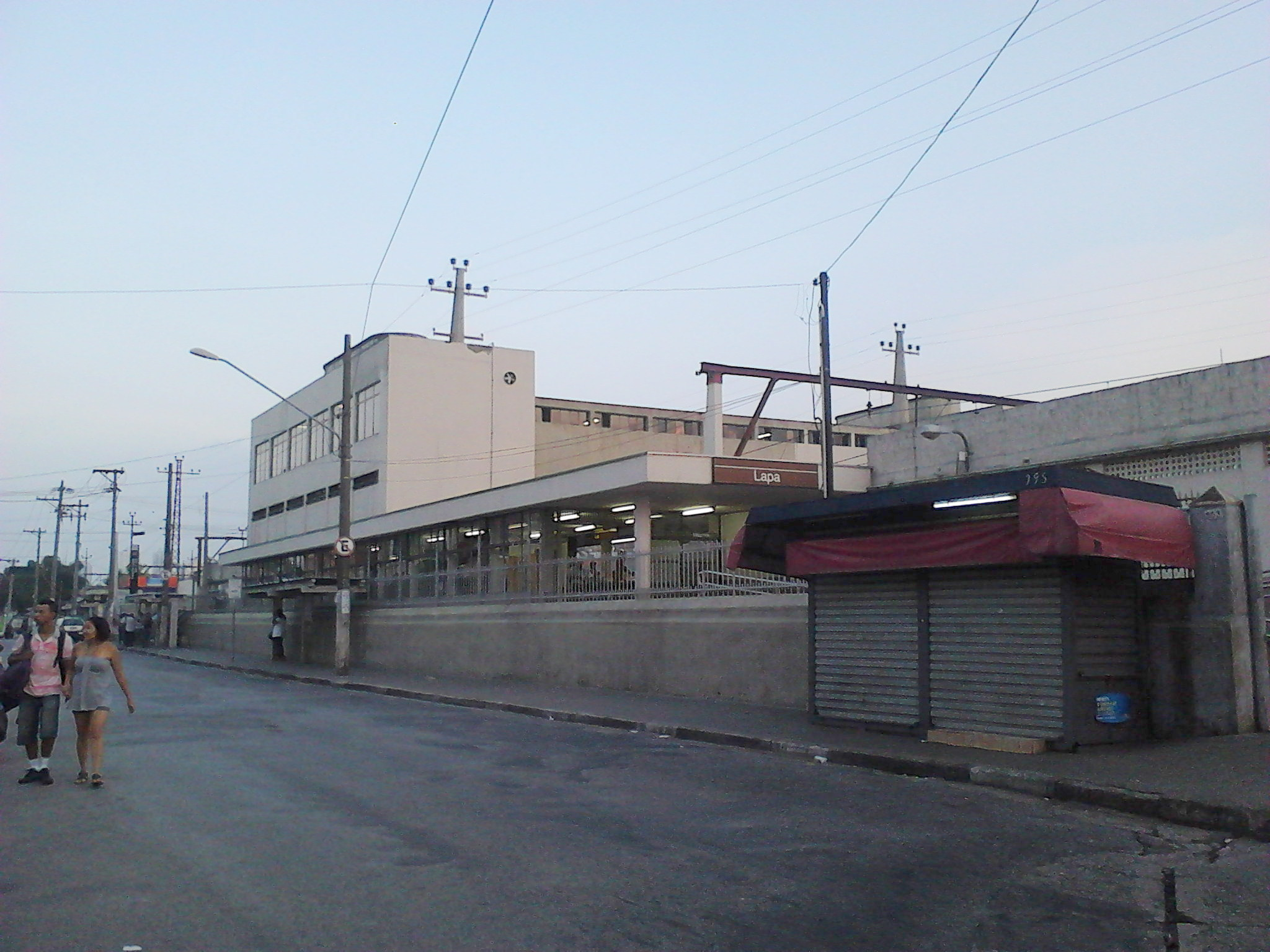
Estação vista a partir da Rua William Speers

A estação Lapa foi inaugurada pela São Paulo Railway (SPR) em 20 de fevereiro de 1899. No ano de 1947 as linhas da SPR foram absorvidas pelo governo federal, que criou a Estrada de Ferro Santos-Jundiaí (EFSJ). A EFSJ logo em seguida iniciou a eletrificação das linhas e reconstruiu várias estações, entre elas a estação Lapa, nos anos 1950. Ainda nessa década foi construída a Estação Lapa da Estrada de Ferro Sorocabana, distante quinhentos metros da estação Lapa da EFSJ.
Após a decadência do sistema de trens de subúrbio, nas décadas de 1970 e 1980, a estação foi transferida em 1994 para a Companhia Paulista de Trens Metropolitanos (CPTM), que anos depois iniciou uma pequena reforma na estação.

## Projetos
Devido à existência de duas estações Lapa (separadas por quinhentos metros e sem nenhuma integração), a CPTM elaborou um projeto de unificação dessas estações. Além da unificação, a estação deverá receber mais uma linha de trem, a 8–Diamante, e duas de metrô: 20–Rosa (Santa Marina/Prefeito Celso Daniel-Santo André) e 23–Magenta (Lapa–Dutra).

## Tabela
| Sigla | Estação | Inauguração             | Integração               | Plataformas | Posição    | Notas                         |
| ----- | ------- | ----------------------- | ------------------------ | ----------- | ---------- | ----------------------------- |
| LPA   | Lapa    | 20 de fevereiro de 1899 | Bilhete Único da SPTrans | Laterais    | Superfície | Estação reconstruída pela SPR |